# Europawahl in Slowenien 2014
Die Europawahl in Slowenien 2014 fand am 25. Mai 2014 statt. Sie wurde im Rahmen der EU-weit stattfindenden Europawahl 2014 durchgeführt. Sie war die erste Wahl nach dem Vertrag von Lissabon, mit dem die Rechte des Europäischen Parlaments gestärkt und die Verteilung der Sitze auf die Mitgliedstaaten der EU neu geregelt wurden. Slowenien stehen demnach 8 der 751 Mandate im Europäischen Parlament zu.

## Parteien
Folgende Parteien traten an:
| Partei                                                            | Abk.       | Sitze | Europäische Partei                              |
| ----------------------------------------------------------------- | ---------- | ----- | ----------------------------------------------- |
| Sozialdemokraten                                                  | SD         | 2     | Sozialdemokratische Partei Europas              |
| Demokratische Pensionistenpartei Sloweniens                       | DeSUS      |       |                                                 |
| Slowenische Demokratische Partei                                  | SDS        | 3     | Europäische Volkspartei                         |
| Neues Slowenien – Christliche Volkspartei/Slowenische Volkspartei | NSi in SLS | 1     | Europäische Volkspartei                         |
| Positives Slowenien                                               | PS         | –     |                                                 |
| Slowenische Nationale Partei                                      | SNS        | –     | Allianz der Europäischen nationalen Bewegungen  |
| Tatsächlich – sozialliberal                                       | Zares      | 1     | Allianz der Liberalen und Demokraten für Europa |
| Bürgerliste                                                       | DL         | –     | Allianz der Liberalen und Demokraten für Europa |
| Solidarnost                                                       |            |       |                                                 |
| Sanjska Sluzba                                                    |            |       |                                                 |
| Verjamem! Liste Dr. Igorja Soltesa                                |            |       |                                                 |
| Slovenski Narod                                                   | SN         |       |                                                 |
| Zeleni Slovenije                                                  | ZS         |       |                                                 |
| Kacin – Konkretno                                                 |            | 1     | ALDE-Fraktion                                   |
| Wahlbündnis Združena levica 1                                     |            | –     | Beitritt zu GUE/NGL-Fraktion geplant            |
| Piratenpartei Slowenien                                           | PSS        | –     | Europäische Piratenpartei                       |

## Umfragen
| Datum      | Institut   | SDS  | SD   | NSi  | LDS  | DeSUS | SNS  | PS    | DL    | Verj. | Kacin | ZL    | Sonstige |
| ---------- | ---------- | ---- | ---- | ---- | ---- | ----- | ---- | ----- | ----- | ----- | ----- | ----- | -------- |
| 14.05.2014 | EPIS       | 27   | 8    | 19   | –    | 5     | 4    | 7     | 1     | 11    | 7     | 4     | 6        |
| 25.04.2014 | Ninamedia  | 28,8 | 5,8  | 21,1 | 6,7  | 7,4   | 6,2  | 6,9   | 0,3   | 10,2  | –     | –     | 6,6      |
| 12.04.2014 | Dela Stik  | 24,9 | 5,3  | 13,8 | 7,4  | 5,4   | 14,5 | 5,5   | 2,8   | 10,4  | –     | –     | 10,1     |
| 07.06.2009 | Europawahl | 26,7 | 18,4 | 16,6 | 11,6 | 7,2   | 2,9  | n. a. | n. a. | n. a. | n. a. | n. a. | 16,9     |

## Ergebnis
| Listen                           | Listen                                      | Stimmen   | %    | Mandate | +/- |
| -------------------------------- | ------------------------------------------- | --------- | ---- | ------- | --- |
|                                  | Slowenische Demokratische Partei            | 99.643    | 24,8 | 3       | ±0  |
|                                  | Neues Slowenien – Slowenische Volkspartei   | 66.760    | 16,6 | 2       | +1  |
|                                  | Verjamem                                    | 41.525    | 10,3 | 1       | Neu |
|                                  | Demokratische Pensionistenpartei Sloweniens | 32.662    | 8,1  | 1       | +1  |
|                                  | Socialni demokrati                          | 32.484    | 8,1  | 1       | –1  |
|                                  | Pozitivna Slovenija                         | 26.649    | 6,6  | –       | Neu |
|                                  | Združena levica                             | 21.985    | 5,5  | –       | Neu |
|                                  | Kacin – Konkretno                           | 19.762    | 4,9  | –       | Neu |
|                                  | Slowenische Nationale Partei                | 16.210    | 4,0  | –       | ±0  |
|                                  | Sanjska Služba                              | 14.228    | 3,5  | –       | Neu |
|                                  | Piratska stranka Slovenije                  | 10.273    | 2,6  | –       | Neu |
|                                  | Solidarnost                                 | 6.715     | 1,7  | –       | Neu |
|                                  | Državljanska lista                          | 4.600     | 1,1  | –       | Neu |
|                                  | Zares                                       | 3.808     | 0,9  | –       | –1  |
|                                  | Zeleni Slovenije                            | 3.335     | 0,8  | –       | Neu |
|                                  | Slovenski Narodna                           | 1.432     | 0,4  | –       | Neu |
| Gesamt                           | Gesamt                                      | 402.071   | 100  | 8       | –   |
|                                  |                                             |           |      |         |     |
| Ungültige Stimmen                | Ungültige Stimmen                           | 17.590    | 4,2  |         |     |
| Wähler                           | Wähler                                      | 419.661   | 24,5 |         |     |
| Wahlberechtigte                  | Wahlberechtigte                             | 1.710.856 |      |         |     |
|                                  |                                             |           |      |         |     |
| Quelle: Državna volilna komisija |                                             |           |      |         |     |

## Fraktionen im Europäischen Parlament
| Liste/Partei                   | Liste/Partei                                | Liste/Partei                                | Liste/Partei                                | Mandate | Fraktion |
| ------------------------------ | ------------------------------------------- | ------------------------------------------- | ------------------------------------------- | ------- | -------- |
|                                | Slowenische Demokratische Partei            | Slowenische Demokratische Partei            | Slowenische Demokratische Partei            | 3 / 8   | EVP      |
|                                | NSi – SLS                                   |                                             | Neues Slowenien                             | 1 / 8   | EVP      |
|                                | NSi – SLS                                   | Slowenische Volkspartei                     | 1 / 8                                       | EVP     |          |
|                                | Verjamem                                    | Verjamem                                    | Verjamem                                    | 1 / 8   | G/EFA    |
|                                | Demokratische Pensionistenpartei Sloweniens | Demokratische Pensionistenpartei Sloweniens | Demokratische Pensionistenpartei Sloweniens | 1 / 8   | ALDE     |
|                                | Socialni demokrati                          | Socialni demokrati                          | Socialni demokrati                          | 1 / 8   | S&D      |
|                                |                                             |                                             |                                             |         |          |
| Quelle: Europäisches Parlament |                                             |                                             |                                             |         |          |